# 川本真琴 (アルバム)
『川本真琴』（かわもとまこと）は、1997年6月25日に発売された川本真琴のデビュー・アルバム。

## 解説
ヒット・シングル3枚を収録しており、ファースト・アルバムでいきなりオリコンチャート初登場1位、100万枚を超えるセールスを記録した。
文字数は多いが字余り感はなくリフレインの多い歌詞と、独特の抑揚を持ちつつもキャッチーなメロディーラインが特徴的な音符の多い楽曲がリリース当時の作風だった。デビューシングル「愛の才能」のコンポーザーであり彼女自身もファンを公言していた岡村靖幸以外にも、ジョニ・ミッチェルやボブ・ディラン、あるいは井上陽水からの影響もあるといい、その辺りの要素を意識的に取り入れていた。サウンドメイキングは多彩で、「STONE」でSPARKS GO GOが演奏に参加してロックサウンドを聴かせ、それ以外にも佐橋佳幸（ギター）、有賀啓雄（ベース）、江口信夫（ドラムス）ら名うてのミュージシャンが名を連ねるなど新人アーティストとしては破格の音作りがなされている。
ポスター状の歌詞カードに記載された全10曲の歌詞のフォント（書体）はそれぞれ異なっており、言葉の共通点がある部分は互いのフォントが交換されている。
2014年に本人監修による最新リマスタリングを施して高音質CD Blu-spec CD2で2ndアルバム『gobbledygook』と共に復刻された。

## 収録曲
| 全作詞: 川本真琴。 |                                                |          |          |          |      |
| #                  | タイトル                                       | 作詞     | 作曲     | 編曲     | 時間 |
| 1.                 | 「10分前」                                     | 川本真琴 | 川本真琴 | 石川鉄男 | 4:15 |
| 2.                 | 「愛の才能(ALBUM VERSION)」(1枚目のシングル)   | 川本真琴 | 岡村靖幸 | 岡村靖幸 | 4:48 |
| 3.                 | 「STONE」(SPARKS GO GOが演奏)                  | 川本真琴 | 川本真琴 | 石川鉄男 | 4:50 |
| 4.                 | 「DNA」(2枚目のシングル)                       | 川本真琴 | 川本真琴 | 石川鉄男 | 5:45 |
| 5.                 | 「EDGE」                                       | 川本真琴 | 川本真琴 | 石川鉄男 | 5:49 |
| 6.                 | 「タイムマシーン」                             | 川本真琴 | 川本真琴 | 石川鉄男 | 4:46 |
| 7.                 | 「やきそばパン」                               | 川本真琴 | 川本真琴 | 石川鉄男 | 3:58 |
| 8.                 | 「LOVE&LUNA」(2枚目のシングルのカップリング曲) | 川本真琴 | 川本真琴 | 石川鉄男 | 4:19 |
| 9.                 | 「ひまわり」                                   | 川本真琴 | 川本真琴 | 石川鉄男 | 4:40 |
| 10.                | 「1/2」(3枚目のシングル)                       | 川本真琴 | 川本真琴 | 石川鉄男 | 5:15 |

### 楽曲クレジット
- 川本真琴 (vocals) - M1-10
- 石川鉄男 (programming)/ (keyboards) - M7, 9
- 岡村靖幸 (guitars) - M2
- 山木秀夫 (drums) - M2
- 有賀啓雄 (bass) - M1, 2, 5
- 江口信夫 (drums) - M1, 4-10
- 飯尾芳史 (engineering)/ (drums) - M10/ (percussions) - M7, 9, 10
- ナスノミツル (bass) - M4, 6-8, 10
- 佐橋佳幸 (guitars) - M1, 4-10
- 小倉博和 (guitars) - M1, 9
- 柴田俊文 (keyboards) - M4-6, 8, 10
- 山本拓夫 (sax, flute) - M8
- 赤川新一 (engineering) - M3, 5, 9
- SPARKS GO GO (band) - M3

### タイアップ
- TBS系 「COUNT DOWN TV」エンディングテーマ（M-2）
- フジテレビ系「HEY!HEY!HEY! MUSIC CHAMP」エンディングテーマ（M-4）
- フジテレビ系テレビアニメ「るろうに剣心 -明治剣客浪漫譚-」2代目オープニングテーマ（M-10）